# سارا پالی
سارا پالی (انگلیسی: Sarah Polley؛ زاده ۸ ژانویه ۱۹۷۹) بازیگر بازنشسته، کارگردان فیلم و فعال سیاسی اهل کانادا است. او در نود و پنجمین دوره جوایز اسکار برنده جایزه اسکار بهترین فیلمنامهٔ اقتباسی برای فیلم سینمایی حرف‌های زنانه شد. او در سریال قصه‌های جزیره نقش «سارا استنلی» را بازی کرده بود.

## گزیدۀ فیلم‌شناسی

### بازیگری

#### سینما

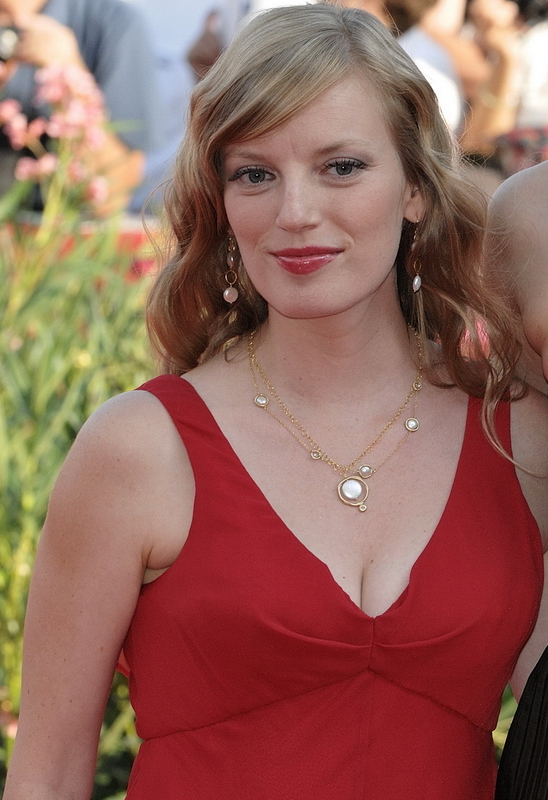

- شکاف (۲۰۰۹)
- آقای نوبادی (۲۰۰۹)
- بیوولف و گرندل (۲۰۰۶)
- زندگی پنهان کلمات (۲۰۰۵)
- نیا در بزن (۲۰۰۷)
- شکر (۲۰۰۴)
- درون من (۲۰۰۴)
- طلوع مردگان (۲۰۰۴)
- زندگی‌ام بدون من (۲۰۰۳)
- چنین چیزی نیست (۲۰۰۱)
- ادعا (۲۰۰۰)
- وزن آب (۲۰۰۰)
- اگزیستنز (۱۹۹۹)
- برو (۱۹۹۹)
- گوئین‌اور (۱۹۹۹)
- دیشب (۱۹۹۸)
- جری و تام (۱۹۹۸)
- آخرت شیرین (۱۹۹۷)
- اکسوتیکا (۱۹۹۴)
- ماجراهای بارون مایچوزن (۱۹۸۸)
- شهر بزرگ (۱۹۸۷)

#### تلویزیون
- جان آدامز (۲۰۰۸)
- مصائب و مشکلات (۲۰۰۶)
- قصه‌های جزیره (۱۹۹۶–۱۹۹۰)
- مصائب و مشکلات (۲۰۰۶)

### کارگردانی
- حرف‌های زنانه (۲۰۲۲)
- داستان‌هایی که می‌گوییم (۲۰۱۲)
- این والس از آن تو (۲۰۱۱)
- دور از او (۲۰۰۶)